# Грације (Мачерата)
Грације (итал. Grazie) насеље је у Италији у округу Мачерата, региону Марке.
Према процени из 2011. у насељу је живело 38 становника. Насеље се налази на надморској висини од 449 м.